# (5805) Glasgow
(5805) Glasgow ist ein Asteroid des Hauptgürtels, der am 18. Dezember 1985 von dem US-amerikanischen Astronomen Edward L. G. Bowell an der Anderson Mesa Außenstelle des Lowell-Observatoriums (IAU-Code 688) im Coconino County im Norden des Bundesstaates Arizona entdeckt wurde.
Der Asteroid gehört zur Eunomia-Familie, einer Gruppe von Asteroiden, die nach (15) Eunomia benannt wurde.
Der Himmelskörper wurde nach der schottischen Stadt Glasgow benannt, der am Fluss Clyde gelegenen größten Stadt Schottlands.